# GO!GO!ドラゴンズ
『GO!GO!ドラゴンズ』（ゴーゴー ドラゴンズ）とは、
1. 1977年4月1日から1989年3月31日まで中部日本放送（CBC）で放送された、中日ドラゴンズの情報を伝えるミニ番組。
2. テレビ愛知で中日ドラゴンズ主催試合生中継『テレビ愛知　10チャンベースボール』の後に放送されているミニ番組。2007年度から放送されている。

## CBC版

### 概要 (CBC)
通年放送されていた番組で、自主トレ・キャンプ期間中はそれらの模様を、シーズン中は当日のドラゴンズの結果（試合がない日はチーム・選手の情報）を、シーズンオフはドラゴンズ選手へのインタビューやシーズンを振り返る企画などを放送していた。CBCの女性アナウンサーが輪番制でキャスターを務めていた。また1983年にCBCのイメージガール、1985年にアナウンサーとなり、1987年11月にドラゴンズに所属していた宇野勝と結婚した寺嶌しのぶ（1987年11月時点で27歳）は、イメージガール時代からこの番組の担当としてナゴヤ球場（当時のドラゴンズの本拠地）に出入りしていた。
スポンサーは曜日別の単独提供であり、三洋電機、カゴメ（愛知県発祥の企業）、佐川急便などが担当していた。帯で佐川急便が担当していた時期もあった。
1989年4月3日より、『CBCニュース24』開始にともないドラゴンズ情報もこの番組内に内包する形をとったため、同年3月31日で放送を終了した。

### 放送時間 (CBC)
日曜・月曜を除く22:54 - 23:00 (JST) 。途中、同22:54 - 22:57に変更。
通年放送だったが、『JNNナイター』の延長や特別編成などで放送時間が繰り下げられる場合があった。なお、日曜に放送されなかった理由は、当時のTBS系列22時台がCBC制作の全国ネット番組『すばらしき仲間』と毎日放送制作番組の30分枠2本立ての編成で枠が取れなかったためで、月曜に放送されなかった理由は、普段プロ野球公式戦があまり組まれないためである。

## TVA版

### 概要 (TVA)
試合終了後の球場放送席から、実況アナウンサーが試合ハイライトの映像とともに試合を振り返るというもの。2008年までは当日担当の解説者も出演していた。なお、試合は振り返るが、当日のドラゴンズ担当ベンチリポートのアナウンサーは登場しない。

### 放送時間 (TVA)
自社制作ナイター中継『テレビ愛知　10チャンベースボール』放送直後の21:54 - 数分間（2007年 - 、JST）。普段、この放送枠では天気予報等のミニ番組が放送されている。
2007年9月11日の対横浜戦や開幕戦など、自社制作中継であっても放送されない場合がある。同様に、デーゲーム中継日も放送されていない。